# Транберг, Робин
Робин Транберг (швед. Robin Tranberg; род. 6 февраля 1993, Стокгольм) — шведский футболист, полузащитник клуба «Варберг».

## Клубная карьера
В детстве занимался футболом в клубах «Ханинге» и «Броммапойкарна». Взрослую карьеру начал «Хаммарбю Таланг». В его составе дебютировал 30 мая 2010 года в гостевой встрече с «Буденом», появившись на поле за пять минут до конца встречи. Выступал за клуб на протяжении двух сезонов до момента закрытия команды. Затем перешёл в «Хаммарбю», выступавший в Суперэттане. Дебютировал за новый клуб 16 апреля 2012 года в игре с «Умео», заменив в компенсированное ко второму тайму время Баджо Хушидича. Вторую половину сезона провёл на правах аренды в «Энчопинге». С 2014 по 2015 год выступал в Суперэттане в составе «Варберг», где принял участие в 60 матчах и забил 8 мячей.
В ноябре 2015 года стал игроком «Сундсвалля», подписав с клубом трёхлетний контракт. 20 февраля 2016 года впервые появился на поле в футболке нового клуба в матче группового этапа кубка страны с «Энгельхольмом», выйдя в стартовом составе. 3 апреля в игре первого тура нового сезона с АИК Транберг дебютировал в чемпионате Швеции.
В декабре 2016 года расторг контракт с «Сундсваллем» и перешёл в «Далькурд». Вместе с командой в сезоне 2017 года занял вторую строчку в турнирной таблице Суперэттана, в результате чего клуб впервые в своей истории поднялся в Алльсвенскан. Дебютировал за клуб в чемпионате Швеции 8 апреля 2018 года против «Эстерсунда».
30 ноября 2019 года вернулся в «Варберга», завоевавшей по результатам сезона право выступать в Алльсвенскане. Впервые после возвращения вышел на поле 24 февраля 2020 года в игре группового этапа кубка страны с «Хаммарбю», появившись на поле в стартовом составе. 15 июня 2020 года дебютировал за клуб в чемпионате Швеции, появившись с первых минут на гостевую встречу с «Хельсингборгом». На 86-й минуте он уступил место южноафриканцу Ташрику Мэттьюсу.

## Карьера в сборной
Выступал за юношеские сборные Швеции различных возрастов. 31 мая 2011 года впервые сыграл за юношескую сборную до 19 лет в товарищеском матче с Польшей.

## Достижения
Далькурд
- Серебряный призёр Суперэттана: 2017

## Клубная статистика
| Выступление      | Выступление      | Выступление      | Лига | Лига | Кубки | Кубки | Конт. кубки | Конт. кубки | Итого | Итого |
| Клуб             | Лига             | Сезон            | Игры | Голы | Игры  | Голы  | Игры        | Голы        | Игры  | Голы  |
| ---------------- | ---------------- | ---------------- | ---- | ---- | ----- | ----- | ----------- | ----------- | ----- | ----- |
| Хаммарбю Таланг  | Дивизион 1       | 2010             | 12   | 0    | 0     | 0     | 0           | 0           | 12    | 0     |
| Хаммарбю Таланг  | Дивизион 1       | 2011             | 20   | 1    | 0     | 0     | 0           | 0           | 20    | 1     |
| Хаммарбю Таланг  | Итого            | Итого            | 32   | 1    | 0     | 0     | 0           | 0           | 32    | 1     |
| Хаммарбю         | Суперэттан       | 2012             | 6    | 0    | 0     | 0     | 0           | 0           | 6     | 0     |
| Хаммарбю         | Суперэттан       | 2013             | 13   | 0    | 1     | 0     | 0           | 0           | 14    | 0     |
| Хаммарбю         | Итого            | Итого            | 19   | 0    | 1     | 0     | 0           | 0           | 20    | 0     |
| → Энчёпинг       | Дивизион 1       | 2012             | 10   | 0    | 0     | 0     | 0           | 0           | 10    | 0     |
| → Энчёпинг       | Итого            | Итого            | 10   | 0    | 0     | 0     | 0           | 0           | 10    | 0     |
| Варберг          | Суперэттан       | 2014             | 29   | 4    | 1     | 0     | 0           | 0           | 30    | 4     |
| Варберг          | Суперэттан       | 2015             | 26   | 3    | 4     | 1     | 0           | 0           | 30    | 4     |
| Варберг          | Итого            | Итого            | 55   | 7    | 5     | 1     | 0           | 0           | 60    | 8     |
| Сундсвалль       | Алльсвенскан     | 2016             | 18   | 0    | 3     | 0     | 0           | 0           | 21    | 0     |
| Сундсвалль       | Итого            | Итого            | 18   | 0    | 3     | 0     | 0           | 0           | 21    | 0     |
| Далькурд         | Суперэттан       | 2017             | 28   | 1    | 4     | 0     | 0           | 0           | 32    | 1     |
| Далькурд         | Алльсвенскан     | 2018             | 24   | 2    | 1     | 0     | 0           | 0           | 25    | 2     |
| Далькурд         | Суперэттан       | 2019             | 23   | 2    | 3     | 1     | 0           | 0           | 26    | 3     |
| Далькурд         | Итого            | Итого            | 75   | 5    | 8     | 1     | 0           | 0           | 83    | 6     |
| Варберг          | Алльсвенскан     | 2020             | 23   | 2    | 3     | 0     | 0           | 0           | 26    | 2     |
| Варберг          | Алльсвенскан     | 2021             | 25   | 1    | 0     | 0     | 0           | 0           | 25    | 1     |
| Варберг          | Итого            | Итого            | 48   | 3    | 3     | 0     | 0           | 0           | 51    | 3     |
| Всего за карьеру | Всего за карьеру | Всего за карьеру | 257  | 16   | 20    | 2     | 0           | 0           | 277   | 18    |